# Ательє часу
Ательє часу (спрощ.: 时光代理人; піньїнь: Shíguāng Dàilǐrén, також іноді Агенти часу)— китайський веб-серіал донхва, створений Studio LAN та Haoliners Animation League. Вперше був випущений на Bilibili та Funimation. На даний час опубліковано 3 сезони, всього— 36 епізодів. Є також кілька спеціальних тібі.

## Синопсис
В одному з куточків бурхливого міста є невеличкий магазин під назвою «Фотостудія часу». Хоч він і виглядає досить звичайним та трохи занедбаним, насправді там працюють дві людини з надприродними здібностями — Чен Сяоши та Лу Ґван. Аби виконати прохання своїх клієнтів, Ґван та Чен об'єднуються, використовуючи свої здібності для пірнання в фотографії, але не завжди все йде за їхнім планом…

## Персонажі

### Головні персонажі
Чен Сяоши(程小时)
Озвучують: Су Шанцін (китайською),
Власник «Фотостудії часу». Його здатність полягає в тому, що він може пірнути у фотографію та знаходитись у тілі людини, яка зробила цю фотографію, а також може контролювати дії цієї людини.
Лу Ґван(陆光)
Озвучують: Ян Тяньсян (китайською),
Співробітник «Фотостудії часу». Його здатність полягає в тому, щоб відстежити все, що сталося у світі фотографій протягом 12 годин після зйомки; він також керує діями Чен Сяоши.

### Другорядні персонажі
Цяо Лін(乔苓)
Озвучують: Лі Шимен (китайська): Подруга дитинства Чена Сяоши і власниця квартири, а також агентка «Фотостудії часу».
Емма (吴丽华)
Озвучує: Джао Їтон (赵熠彤) (китайська): Перевантажена секретарка фінансового директора Quede Games (раніше) і клієнтка «Фотостудії часу».
Ю Ся(予夏)
Озвучує: Цянь Чень (钱琛) (китайська): Клієнтка «Фотостудії часу», яка просить їх знайти секретний інгредієнт локшини її подруги Лінь Джень після того, як та залишила її, щоб почати нове життя.
Лінь Джень(林贞)
Озвучує: Нє Сіїн (聂曦映) (китайська): Найближча подруга Ю Ся та кухарка їхньої локшини. В кінцевому підсумку вона залишила Ю Ся після того, як змирилася з тим, що їй більше не подобалося готувати локшину, якою колись насолоджувалася Ю Ся.
Чень Сяо(陈肖)
Озвучує: Вай Вай (歪歪) (китайська): Клієнт, який шукає «Фотостудію часу» та запитує, чи можуть вони просто передати повідомлення деяким людям із його минулого в день баскетбольного матчу. Цяо Лін зазначає, що він виглядає неймовірно втомленим і нещасним.
Льов Лей(刘磊)
Озвучує: Ґу Дзяншань (谷江山) (китайська)
Лу Хонбін(陆鸿斌)
Озвучує: Ґвань Швай (关帅) (китайська)
Дов Дов(豆豆)
Озвучує: Дзи Дзи (仔仔) (китайська): Викрадений хлопчик. «Фотостудія часу» шукає підказки, щоб врятувати його.
Сяо Лі(肖力)
Озвучує: Туте Хамен (图特哈蒙) (китайська): Начальник поліції, який просить допомоги у «Фотостудії часу».
Сю Шаньшань(徐姗姗)
Озвучує: Джао Шван (赵爽) (китайська): Шкільна подруга Цяо Лін, Чена Сяоши та Лу Ґвана, яка приходить до них за допомогою, коли не може згадати, що сказав їй Дон Ї, коли вона була п'яна.
Дон Ї(董易)
Озвучує: Дзінь Сянь (金弦) (китайська): Друг Сю Шаньшань, який любить спілкуватися з нею і використовує всі можливі виправдання, щоб залишатися поруч.
Льов Мінь(刘旻)
Озвучує: Свень Лулу (孙路路) (китайська): Таємничий хлопець, який, здається, пов'язаний з серією вбивств. Син генерального директора Quede Games.

## Музика
| Сезон | Початкова тема                   | Кінцева тема        |
| ----- | -------------------------------- | ------------------- |
| 1     | «Dive Back in Time» від 白鲨JAWS | «Overthink» від饭卡 |

| Сезон | Початкова тема        | Кінцева тема                           |
| ----- | --------------------- | -------------------------------------- |
| 2     | «VORTEX» від 白鲨JAWS | «THE TIDES» від饭卡 (Fan Ka)& 白鲨JAWS |

## Медіа

### Донгхуа
Донгхуа був випущений на Bilibili та Funimation 30 квітня 2021 року. Режисером серіалу є Лі Хаолін, оригінальний дизайн персонажів — INPLICK, художні режисери — Танджі Такумі, Асамі Томоя та Чжу Ліпяо, фотозйомка — Санджу Ясука, а головна анімація — LAN. Про другий сезон було оголошено в кінці 11 епізоду

### ОВА
Додатковий епізод був випущений між 5 і 6 епізодами 1 сезону. Цей епізод не пов'язаний істотно з рештою серій сезону.